# Fosso della Margherita
Il Fosso della Margherita è un breve corso d'acqua che sorge nella Maremma grossetana nella parte più meridionale del comune di Manciano.

## Descrizione
Il corso d'acqua nasce in territorio mancianese, entra nel territorio di Montalto di Castro in località Vacchereggia, scorre sotto Pescia Romana, per sfociare nel mar Tirreno, in località Tombolo del Paglieto Grande, poco distante dalla foce del più meridionale Fosso del Tafone e dalla Centrale termoelettrica Alessandro Volta.